# Conferenza stampa

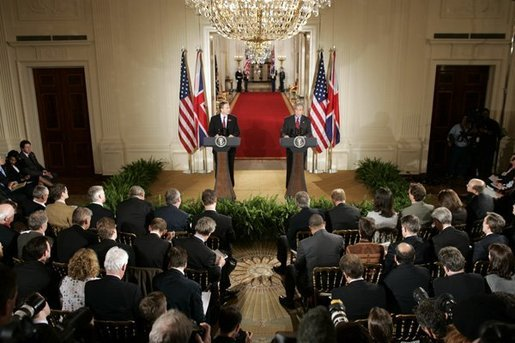
Doppia conferenza stampa per il presidente degli Stati Uniti d'America George W. Bush ed il primo ministro del Regno Unito Tony Blair presso la Casa Bianca.

Una conferenza stampa è un evento informativo organizzato da un organismo o ente, a cui sono invitati i mass media, per annunciare delle notizie.
Uno dei primi utilizzi della conferenza stampa risale al 1913, quando il presidente degli Stati Uniti d'America Woodrow Wilson convocò circa 57 incontri con i giornalisti fra il 1913 ed il 1916.
La maggior parte delle conferenze stampa vengono organizzate da istituzioni, partiti politici, sindacati e gruppi di imprese, benché spesso il metodo della conferenza stampa viene utilizzato per promuovere le attività di personaggi dello spettacolo (cantanti, attori o personaggi televisivi) e dello sport. Di solito le conferenze stampa vengono tenute attraverso delle dichiarazioni fatte ai giornalisti, o più spesso, tramite domande poste da questi ultimi nei confronti di chi li ha invitati.